# 小营镇 (延吉市)
小营镇，是中华人民共和国吉林省延边朝鲜族自治州延吉市下辖的一个乡镇级行政单位。

## 行政区划
小营镇下辖以下地区：
东阳社区、小营村、光进村、吉兴村、民主村、五凤村、河龙村、长东村、新农村、东光村、东新村、理化村、仁坪村、光明村和果树农场。